# بايثون أس60
بايثون S60 تُسمى ايضًا باي إس 60 (بالإنجليزية: Python for S60)‏، كان منفذ للبرمجة بلغة بايثون العامة لهواتف نوكيا المخصصة لمنصة سيمبيان أس60، والتي تستند في الأصل إلى إصدار بايثون 2.2.2 من عام 2002. أحدث نسخة لها هي 2.0.0 والتي أُصدرت في 11 فبراير 2010، وحدّثت نواة بايثون إلى إصدار 2.5.4.

## تاريخ الإصدار
تم إصداره لأول مرة في عام 2005 ، وتميز بمجموعة صغيرة نسبيًا من الوحدات البرمجية و الدوال. الإصدار 1.2 ، الإصدار الأخير غير مفتوح المصدر والإصدار الثاني من باي إس 60، أتى بالعديد من التحسينات وأُتيح للاستخدام في 21 أكتوبر 2005 على منتدى نوكيا.
بعد أن أصبحت مفتوحة المصدر، تميزت باي إس 60، بمجتمع قوي متفاني مساهم بنشاط في تحسينها و تطوريها. الإصدار الرئيسي هو الإصدار 1.3.11.
تم إصدار النسخة النهائية 1.4.5 الداعمة  للإصدار الثاني من S60 في 3 ديسمبر 2008. في 24 ديسمبر 2008 ، تم إصدار النسخة 1.9.0 الخاصة بالمطورين. تضمنت العديد من التحسينات، كان أهمها نواةً جديدةً تعتمد على بايثون 2.5.1. أصدرت النسخة النهائية الأخيرة، 2.0.0 ، في 11 فبراير 2010. والتي بُنيت نواتها على بايثون 2.5.4.

## روابط خارجية
- مركز أبحاث نوكيا - Python لـ S60
- كراج Maemo - Python لـ S60
- SourceForge.net - Python لـ S60
- Nokia Wiki - Python لـ S60
- Python - لوحات مناقشة المطور
- منتدى نوكيا ويكي - الفئة: Python
- Maemo - Garage - Python for S60 - Project Filelist
- دروس
  - Python لسلسلة 60 تعليمي بواسطة Jurgen Scheible
  - دروس PyS60 في Croozeus.com
- مجموعة مجانية من SymbianFreak - تطبيقات وألعاب Python
- Python on Symbian كتاب كامل على الإنترنت من قبل Pankaj Nathani و Bogdan Galiceanu أيضًا نسخة مطبوعة (ردمك 978-1-4537-4799-5)